# Pastorační rada
Pastorační rada, často nazývaná také farní rada, popřípadě farní pastorační rada (latinsky consilium pastorale), je v římskokatolické církvi poradní orgán duchovního správce určité farnosti. Jejím úkolem je podpora pastorační péče. Na rozdíl od ekonomické rady je její zřízení nepovinné, avšak velmi doporučované. Její postavení upravuje kánon 536 CIC.